# 名前のない怪物
『名前のない怪物』（なまえのないかいぶつ）は、EGOISTの3枚目のシングル。2012年12月5日にSony Recordsから発売された。

## 概要
前作『The Everlasting Guilty Crown』から約9か月でのリリースとなる2012年2作目のシングル。表題曲は、テレビアニメ『PSYCHO-PASS サイコパス』のエンディングテーマおよび同作劇場版エンディングテーマに起用された。販売形態は初回限定盤、通常盤の2種リリースで、前者には表題曲のPV、および『PSYCHO-PASS』ノンクレジットEDの「NIGHT version」と「DAY version」が収録されている。制作は2012年7月ごろから行われた。
2019年3月1日には、ソニー・ミュージックエンタテインメントのアニメソング人気投票キャンペーン「平成アニソン大賞」において編曲賞（2010年 - 2019年）に選出された。

## 収録曲
1. prelude [0:37]
作曲・編曲：クラッシャー木村
ryo曰く「お葬式みたいな感じのイントロ」を冒頭に入れ、2曲目以降で楽曲が開始されることにより楪いのりが復活する感じを表現したかったという[3]。
2. 名前のない怪物 [5:17]
作詞・作曲・編曲：ryo
フジテレビ系「ノイタミナ」枠アニメ『PSYCHO-PASS サイコパス』前期エンディングテーマおよび劇場版エンディングテーマ
EDMみたいなものを取り入れようと意識して書かれた楽曲。テンポはアニソンを意識したこともあり、通常のものより速く設定されている[1]。
3. カナデナル [4:17]
作詞・作曲・編曲：ryo
カッコいい曲やかわいい曲はカップリングに合わないと思ったため、アイスランドの歌手、ビョークの『ホモジェニック』や『ダンサー・イン・ザ・ダーク』のゴシック調で変拍子の作風を意識して書かれた[3]。
4. 名前のない怪物 （TV Edit 92s ver） [1:42]
5. 名前のない怪物 -Instrumetal-
6. カナデナル -Instrumetal-
7. 名前のない怪物（TV Edit 92s ver） -Instrumetal-

DVD（初回限定盤のみ）
1. 名前のない怪物（Music Video）
2. 「PSYCHO-PASS サイコパス」Ending ノンクレジットムービー <NIGHT version>
3. 「PSYCHO-PASS サイコパス」Ending ノンクレジットムービー <DAY version>

## カバー
名前のない怪物
- Roselia［湊友希那（相羽あいな）］ - ゲーム『バンドリ! ガールズバンドパーティ!』に収録（2019年1月1日追加）。
- 燐舞曲 - 『D4DJ Groovy Mix カバートラックス vol.1』に収録。
- 22/7　佐藤麗華 (帆風千春)
- 戌亥とこ - 『Prismatic Colors』（2020年10月28日）に収録。
- DOLLCHESTRA［村野さやか（野中ここな）、夕霧綴理（佐々木琴子）］ - ゲーム『Link!Like!ラブライブ!』に収録（2023年5月20日初期収録）。
- 猫足蕾（芹澤優） - ゲーム『ワールドダイスター 夢のステラリウム』に収録（2023年7月26日初期収録）。